# Мьої Міна
Міна Мьої  (яп. 名井 南 Мьої Міна) , або просто Міна (кор.: хангиль: 미나; яп. ミナ), 24 березня 1997, Сан-Антоніо) — японська співачка, учасниця південнокорейського гурту Twice і саб-юніту MiSaMo.

## Біографія
Хоча Міна народилася у США, виросла вона в Японії, у місті Кобе. Вона має подвійне громадянство — японське та американське. З дитинства займалася балетом (понад 11 років), що дало їй особливу грацію та техніку у танцях. Це дуже помітно в її сценічних виступах.
Міна була стажеркою у JYP Entertainment лише рік перед тим, як дебютувати. Її обрали учасницею гурту TWICE у реаліті-шоу «SIXTEEN» у 2015 році. Вона стала однією з трьох японських учасниць (разом із Сана і Момо), які допомогли TWICE стати міжнародно популярним K-pop гуртом.
Дебют TWICE відбувся у жовтні 2015 року з піснею «Like OOH-AHH». З того часу гурт став одним із найуспішніших у Південній Кореї та за її межами.
У 2019 році Міна взяла тимчасову перерву від активностей через тривожний розлад. Це викликало широку підтримку з боку фанатів, і її відвертість щодо проблем із психічним здоров'ям отримала багато схвальних відгуків.

## Характер і сценічна присутність
Міна відома своєю спокійною, елегантною аурою. Її часто називають «лебідкою TWICE» через її витонченість. Вона має ніжний вокал і вражаючу танцювальну техніку. Візуально вона вважається однією з найпривабливіших учасниць гурту.

## Особисте життя
Любить піано. Вважає себе інтровертом. Має особливу любов до пінгвінів. Улюблений стиль одягу — елегантний, але зручний. Її найкращі подруги в гурті — це ЧеЙон та Сана.